# Ernest I Mężny
Ernest I Mężny (ur. ok. 1027 – zm. 10 czerwca 1075) – margrabia Marchii Austriackiej w latach 1055–1075.
Wywodził się z dynastii Babenbergów. Był synem Adalberta I Babenberga i jego żony Frowily Orseolo.
W czasie swojego panowania udało mu się rozszerzyć wpływy swojego rodu na inne przygraniczne marchie, w tym Nową Marchię i czeskie ziemie. Wsparł również króla Węgier Salomona w walce z jego wujem Belą. Zginął w 1075 w bitwie pod Homburgiem nad Unstrutą, gdy stanął po stronie cesarza Henryka IV w konflikcie ze zbuntowanymi Sasami.
Spoczywa w opactwie Benedyktynów w Melku.
Potomstwo:
- Leopold II Piękny (1050–1095), margarabia Austrii
- Justizia († 1120 lub 1122), żona Ottona II hrabiego Wolfratshausen
- Adalbert (Albert) z Pernegg († 1100), hrabia Bogen i Windberg

## W kulturze
W serii gier wideo Crusader Kings jednym z grywalnych władców jest Ernst von Babenberg, przedstawiony jako książę Austrii.